# 1216
سنة 1216 كانت سنة كبيسة تبدأ يوم الجمعة (الرابط يظهر نموذج التقويم الكامل للسنة) من التقويم اليولياني.

## أحداث
- بداية غزو المغول لوسط آسيا في 1216 والتي انتهت في 1221.
- | [أيقونة] | هذا القسم فارغ أو غير مكتمل. ساهم في توسيعه. (سبتمبر 2016) |

## مواليد
- زاهد الجيلاني.
- صفي الدين الأرموي.

## وفيات
- جون ملك إنجلترا.
- شوتا رستافلي.
- إينوسنت الثالث.
- الظاهر غازي.
- جون ملك إنجلترا.
- شوتا روستافلي.
- يوأنس السادس (بابا الإسكندرية).